# Мамедли, Эльнур Чингиз оглы
Эльнур Чингиз оглы Мамедли (азерб. Elnur Məmmədli; 29 июня 1988, Баку) — азербайджанский дзюдоист, олимпийский чемпион 2008 года, серебряный призёр чемпионата мира 2007 года, двукратный чемпион Европы (2006 и 2011). Мамедли — второй азербайджанский спортсмен, ставший олимпийским чемпионом по дзюдо после Назима Гусейнова. Выступал в весовой категории до 81 кг и до 73 кг. В мировом рейтинге на июль 2013 — 42-й. Вице-президент Федерации дзюдо Азербайджана.

## Карьера
В 2006 году Эльнур Мамедли стал чемпионом Европы. Через год на чемпионате мира в Рио-де-Жанейро занял второе место, уступив корейцу Ван Ги Чхуну.
Первой олимпиадой для Эльнура Мамедли стала летняя Олимпиада 2008 года, проходившая в Пекине. Соревнования по дзюдо проходили с 9 по 15 августа во Дворце спорта Пекинского научно-технологического университета, где Эльнур Мамедли выступал в весовой категории до 73 кг. До финала Эльнур провёл четыре схватки и во всех них одержал досрочные победы, бросками «иппон» Это — победы в 1/16 финала над чемпионом Европы из Бельгии Дирк ван Тичельтом, в 1/8 финала над Константином Семёновым из Белоруссии, в четвертьфинале над дзюдоистом из КНДР Ким Чол Су, и в полуфинале над Али Малуматом из Ирана.
В финале он чистым броском на 13-й секунде победил дзюдоиста из Южной Кореи, чемпиона мира Ван Ги Чхуна, которому он ранее проиграл в финале чемпионата мира 2007 года. После победы Эльнур сказал: «Я олимпийский чемпион и преклоняюсь перед азербайджанским народом». Как отмечает газета «Экстра Тайм», после возвращения на Родину, где его бурно встречали соотечественники, Эльнур заявил журналистам:
«На олимпиаду я ехал только с одной целью — стать олимпийским чемпионом. И, я очень рад, что мне удалось осуществить свою мечту, и обрадовать весь азербайджанский народ. Считаю, что это не только моя золотая медаль – это золото всего азербайджанского народа. Целую всех вас, и азербайджанский народ».
В 2011 году второй раз стал чемпионом Европы. На Олимпийских играх в Лондоне боролся в весовой категории до 81 килограмма, но неожиданно уступил в первом раунде канадцу Антуану Валуа-Фортье.
В 2013 году Мамедли в связи с травмой ноги покинул большой спорт. В декабре этого же года был назначен вице-президентом Федерации дзюдо Азербайджана.
Он был избран председателем Общественного совета при Министерстве молодежи и спорта 14 сентября 2024 года.

## Почётные звания
- Заслуженный деятель физической культуры и спорта Азербайджана (3 октября 2022)[7]
- Специальная олимпийская стипендия Президента Азербайджанской Республики (4 сентября 2008)[8].